# Lollipop (singel Big Bangu i 2NE1)
„Lollipop” – kolaboracyjny singel południowokoreańskich grup Big Bang i 2NE1, wydany 27 marca 2009 roku przez YG Entertainment. Singel promował pierwszy minialbum zespołu 2NE1, a sam utwór został wykorzystany w celu promocji telefonu komórkowego marki LG Cyon. Utwór interpoluje przebój z 1958 roku, "Lollipop", napisany przez Juliusa Dixon i Beverly Ross.

## Nagrody
- 2009: Cyworld Digital Music Awards: Piosenka Miesiąca (Kwiecień) – wygrana[2]